# Elena Révayová
Elena Révayová (* 10. července 1958) je bývalá československá atletka slovenského původu, která se specializovala na hod oštěpem.
Byla členkou Slávie UK Bratislava.

## Osobní rekord
- hod oštěpem – 61, 60 m, Kobe, Japonsko, 30.08. 1985[1]